# Francesco Botticini
Francesco Botticini (zijn echte naam was Francesco di Giovanni, 1446 – 16 januari 1498) was een kunstschilder uit de kunstschool van Florence uit de vroegrenaissance en vermoedelijk een leerling van Andrea del Verrocchio.
Hoewel er slechts weinig gedocumenteerde werken van Botticini zijn, is er op basis van zijn stijl, een aanzienlijk corpus aan hem toegeschreven, waaronder een aantal altaarstukken, tientallen kleinschalige religieuze panelen en enkele portretten.

## Galerij

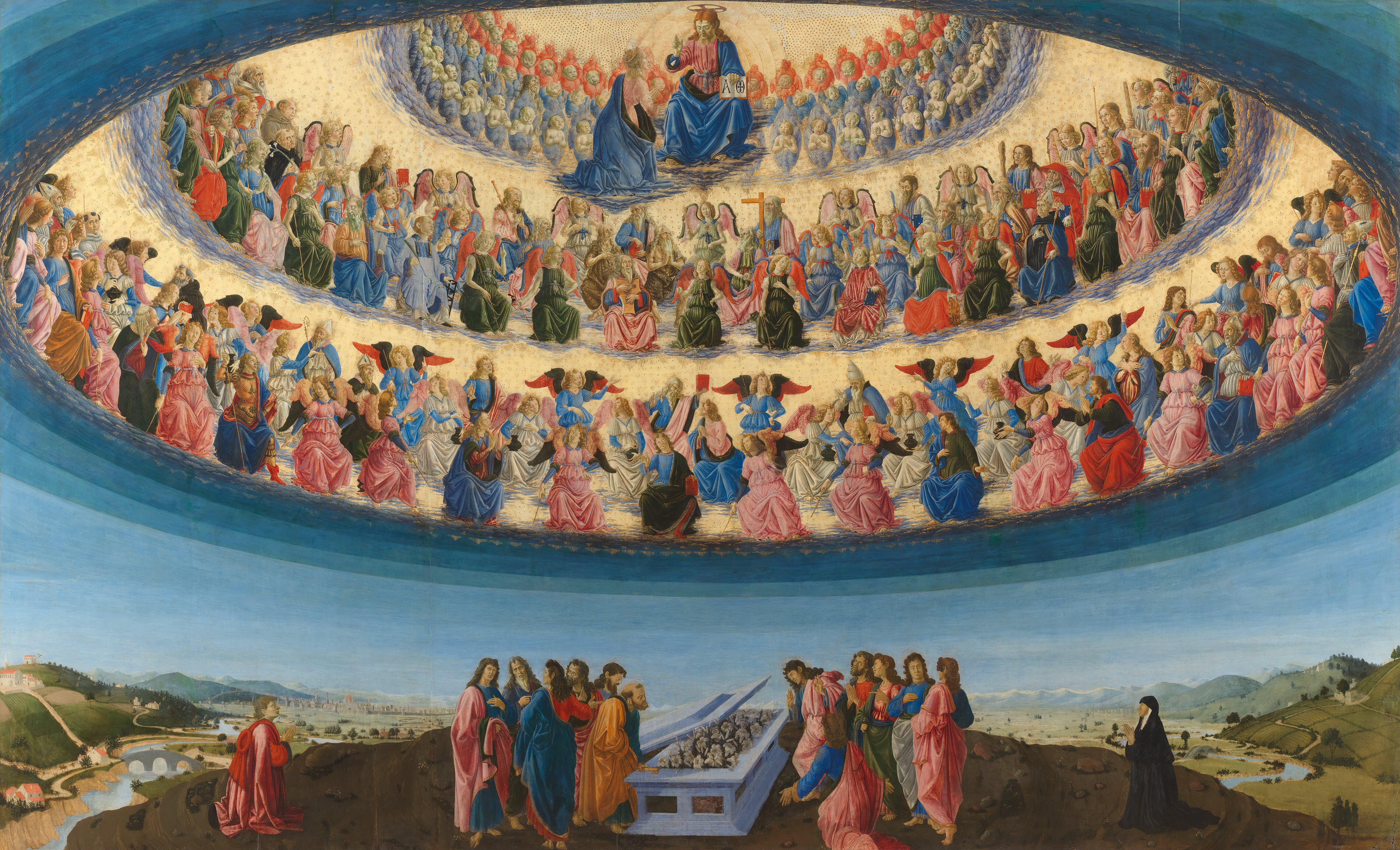
Maria-Tenhemelopneming, National Gallery (Londen)
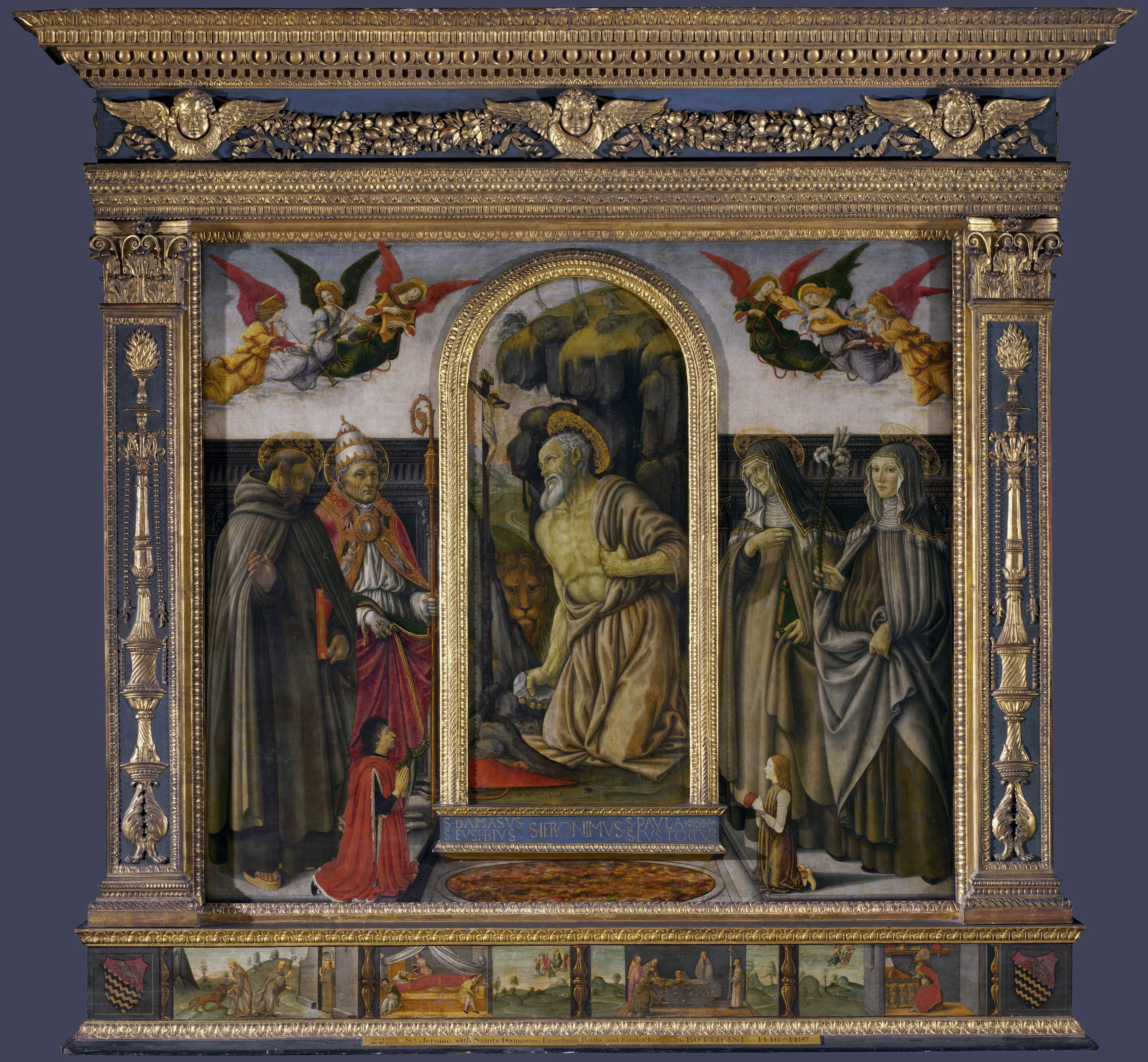
San Gerolamo Altaarstuk
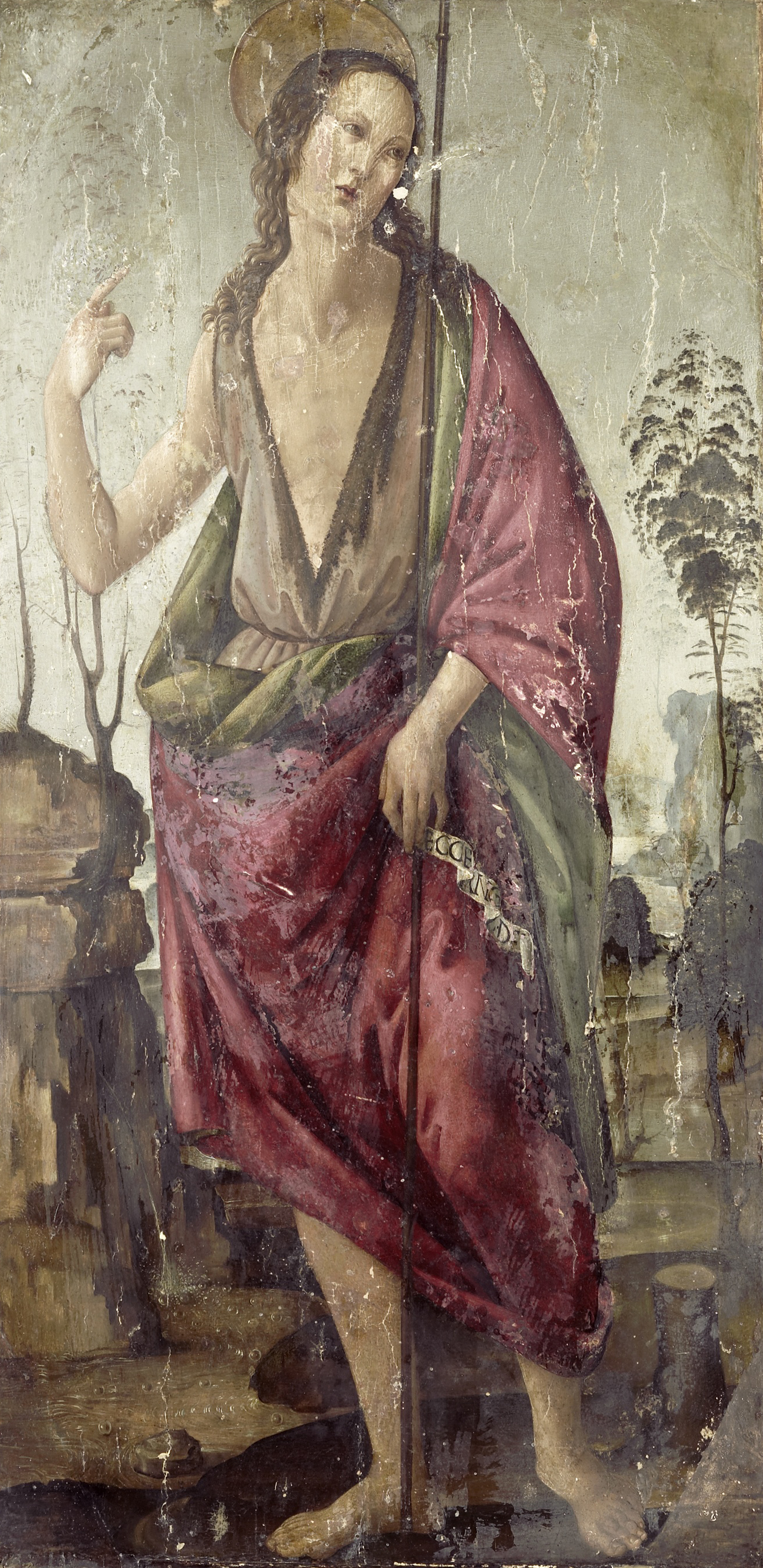
Johannes de Doper (Rijksmuseum Amsterdam)
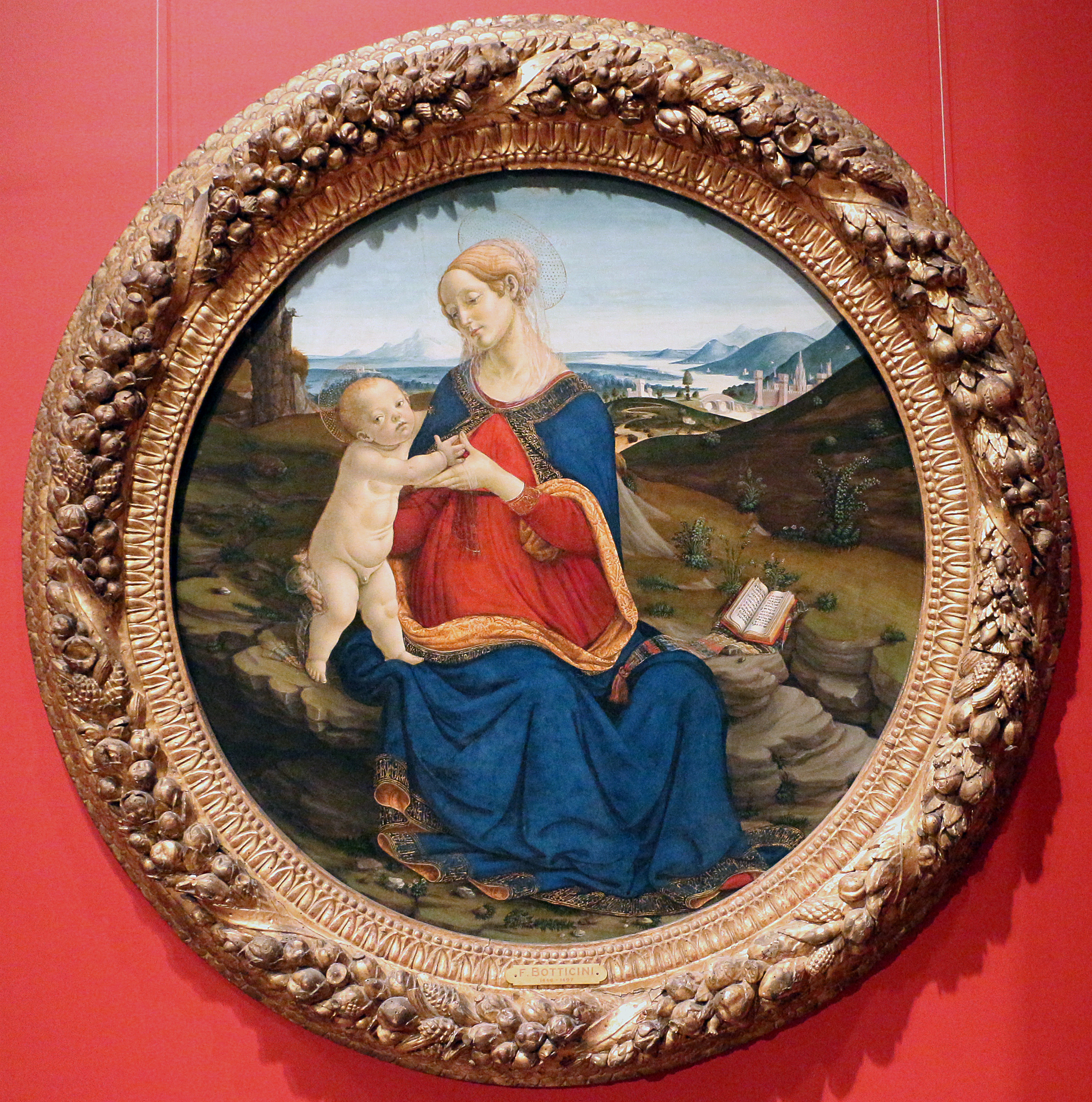
Madonna met kind en brevier (Miniatuur)
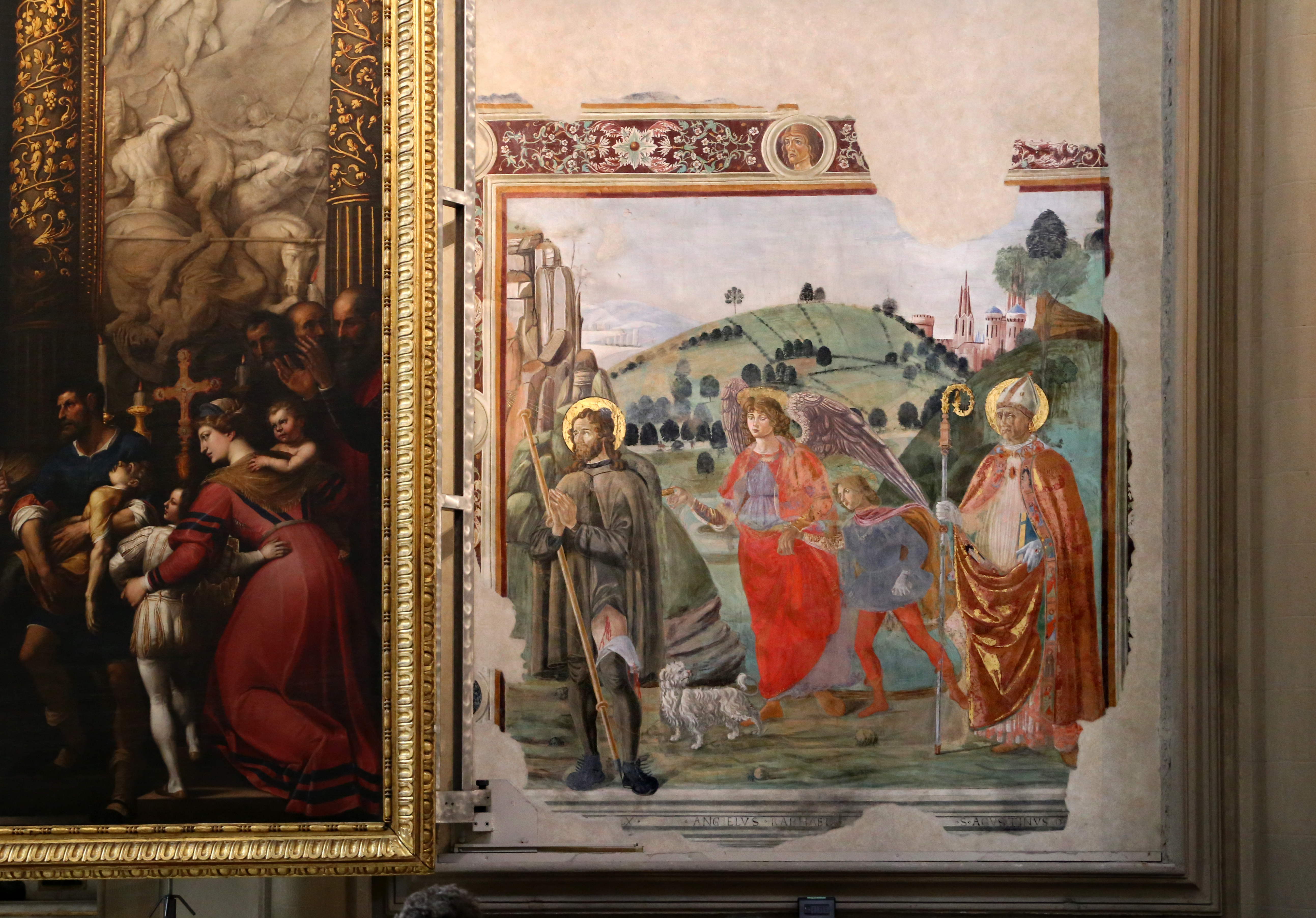
Sint Rochus en de aartsengel Raffael (fresco)
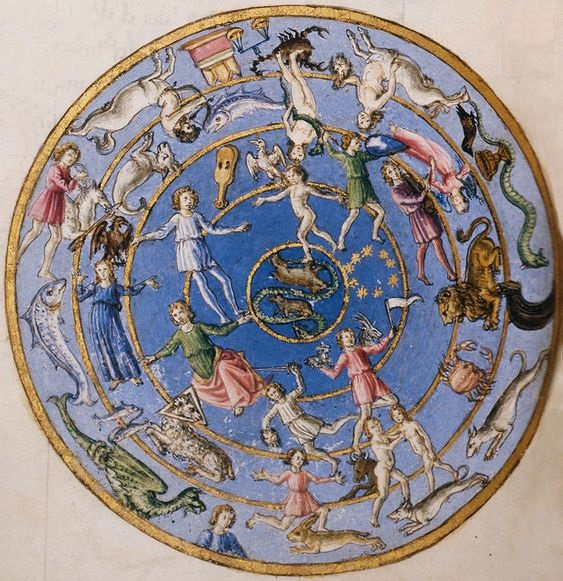
Zodiak. Boekverluchting uit het boek Città di vita van Matteo Palmieri